# 圣阿桂拉和普黎斯加堂
圣阿桂拉和普黎斯加堂（Chiesa dei Santi Aquila e Priscilla）是一座罗马天主教教堂，供奉 阿桂拉和普黎斯加 罗马Portuense区的via Pietro Blaserna。

## 历史
堂区由Angelo Dell'Acqua 枢机创建于1971年11月5日。1992年5月10日，Ugo Poletti枢机委托建筑师Ignazio Breccia Fratadocchi 设计教堂。同年建成后，于11月15日，由教宗若望保禄二世祝圣。 
1994年11月26日，若望保禄二世将该堂封为领衔堂区，任命哈瓦那总主教海梅·路加·奧特加为首任枢机司铎。

## 建筑
该堂为椭圆形，堂内有大型瓜达露佩圣母像和管风琴。一侧的圣体小堂设有花窗玻璃。 